# 布蘭登鮑姆巴赫河
51°41′50″N 8°28′00″E / 51.697183°N 8.466642°E
布蘭登鮑姆巴赫河（德語：Brandenbaumer Bach），是德國的河流，位於該國西部，流經北萊茵-威斯特法倫州，屬於利珀河的左支流，河道全長2公里，流域面積120.6平方公里。